# Khamphao Ernthavanh
Khamphao Ernthavanh (lao : ຄໍາເພົາ ເອີນທະວັນ, née le 20 novembre 1961) est une diplomate et femme politique laotienne.

## Biographie
Khamphao Ernthavanh naît le 20 novembre 1961 dans la province de Xieng Khouang, au Laos,. Elle parle couramment anglais.
En juin 2015, Khamphao Ernthavanh est nommée vice-ministre des Affaires étrangères du Laos. En 2017, elle est ministre des Affaires étrangères et s'exprime contre les migrations illégales, notant que le Laos est terre d'immigration et d'émigration.
Le 27 septembre 2019, Khamphao Ernthavanh est nommée ambassadrice du Laos en Chine et arrive à Pékin,. Le 22 novembre, elle présente ses lettres de créance au président Xi Jinping.